# Strážek
Strážek (en allemand : Straschkau) est un bourg (městys) du district de Žďár nad Sázavou, dans la région de Vysočina, en République tchèque. Sa population s'élevait à 842 habitants en 2020.

## Géographie
Strážek se trouve à 11 km au sud-sud-ouest de Bystřice nad Pernštejnem, à 23 km au sud-est de Žďár nad Sázavou, à 45 km à l'est de Jihlava à 145 km à l'est-sud-est de Prague.
La commune est limitée par Mirošov, Blažkov et Dolní Rožínka au nord, par Bukov, Moravecké Pavlovice et Drahonín à l'est, par Žďárec, Vratislávka et Radňoves au sud et par Nová Ves, Dolní Libochová, Radkov et Moravec à l'ouest.

## Histoire
La première mention écrite de la localité date de 1338.

## Administration
La commune se compose de six quartiers :
- Strážek
- Jemnice
- Krčma
- Meziboří
- Mitrov
- Moravecké Janovice

## Transports
Par la route, Strážek se trouve à 13,5 km de Bystřice nad Pernštejnem, à 30 km de Žďár nad Sázavou, à 58,5 km de Jihlava et à 179 km de Prague.